# Timandra oligoscia
Timandra oligoscia là một loài bướm đêm trong họ Geometridae.